# Nepenthes danseri
Nepenthes danseri Jebb & Cheek, 1997 è una pianta carnivora della famiglia Nepenthaceae, endemica dell'isola di Waigeo, in Nuova Guinea, dove cresce a 0–320 m.

## Conservazione
La Lista rossa IUCN classifica Nepenthes danseri come specie vulnerabile (Vulnerable).